# Одон (річка)
Одон (фр. Odon) — річка північно-західної Франції, що протікає через регіон Нижня Нормандія (департамент Кальвадос). Притока річки Орн.
Річка, завдовжки понад 47 км, має витік південніше Ондфонтена, у департаменті Орн, протікає по муніципалітетах Оне-сюр-Одон, Барон-сюр-Одон, Епіне-сюр-Одон, Гренвіль-сюр-Одон, Версон, Парфурю-сюр-Одон, Турне-сюр-Одон, Бреттвіль-сюр-Одон та впадає в Орн на південній околиці Кана.